# MASTV
MASTV ou Companhia de Televisão por Satélite MASTV, Limitada (em inglês:  Macau Asia Satellite Television Company.,Limited，MASTV Co.,Ltd), (chinês tradicional: 澳亞衛視, chinês simplificado: 澳亚卫视, pinyin: Àoyà Wèishì), é uma estação de televisão sediada na Região Administrativa Especial de Macau da República Popular da China.  O canal é conhecido por sua cobertura jornalística crítica.

## História
A estação iniciou sua primeira transmissão em 1 de junho de 2001.  Em 2004, a estação contratou jornalistas de Taiwan formados para aumentar a sua cobertura de notícias e análise.

## Invasões do Governo

### Invasão de 2006
Em março de 2006, a polícia invadiu o escritório na Península de Macau, por causa de trabalhadores ilegais.  Nesse caso, o trabalhador suspeito ilegal foi encontrado, mas o tribunal não encontrou nenhuma evidência de emprego ilegal.

### Invasão de 2009
Em fevereiro de 2009, os oficiais trabalhistas invadiram a estação de transmissão via satélite em Coloane.

### Invasão de 2010
Em novembro de 2009, um dos noticiários criticou o governo por permitir que um antigo edifício do hotel fosse reconstruído para casinos.  Em fevereiro de 2010, oito jornalistas foram convocados para interrogatório.
Em 18 de março de 2010, sete oficiais de trabalho e seis policiais invadiram a estação.  O governo estava à procura de trabalhadores ilegais da China continental e invadiram a estação.  De acordo com o editor, Jackie Xie Qian, a invasão ocorreu às 6:30, antes do noticiário. Os jornalistas foram interrogados. Ele pensou que sua cobertura crítica tinha ofendido o governo e outras figuras poderosas do casino.  Mas o governo disse que a operação não tem nada a ver com a cobertura.  Nenhum imigrante ilegal foi encontrado.
Colunistas políticos como Anthony Wong Dong disse que os ataques eram direcionados especificamente a estação.  Nenhuma outra estação foi procurada nos últimos 10 anos.  Os jornalistas da estação têm relatado muitos incidentes de injustiça social, inclusive aquelas relacionadas a questões trabalhistas.